# Mexipsyche dampfi
Mexipsyche dampfi är en nattsländeart som beskrevs av Ross och Unzicker 1977. Mexipsyche dampfi ingår i släktet Mexipsyche och familjen ryssjenattsländor. Inga underarter finns listade i Catalogue of Life.